# Rafał Siciński
Rafał Ryszard Siciński – polski chemik, dr hab. nauk chemicznych, profesor i prodziekan Wydziału Chemii Uniwersytetu Warszawskiego.

## Życiorys
Tytuł magistra, stopień doktora (1979) oraz stopień doktora habilitowanego (1996; na podstawie pracy zatytułowanej Synteza witamin grupy D i ich prekursorów) uzyskał na Wydziale Chemii UW. W 2010 nadano mu tytuł profesora nauk chemicznych. Na tymże wydziale był zatrudniony na stanowisku profesora, obecnie jest profesorem emerytowanym. W kadencji 2016–2020 był prodziekanem ds. naukowych i współpracy z zagranicą.